# Espaces (revue)
Pour les articles homonymes, voir Espace.
Espaces est une revue française consacrée à l’aviation.

## Généralités
Baptisé « La revue de l'aviation », le premier exemplaire de la revue Espaces paraît en janvier 1946. Son directeur-gérant est Pierre Locussol. Imprimée au format 22 x 31 cm par l’imprimerie "Crété" à Corbeil, la revue, dont la rédaction se situe au 43 de la rue de Dunkerque à Paris, comporte 96 pages.
Seulement 18 numéros de cette revue ont vu le jour.

## Note de référence
1. ↑  « Espaces sur le site de la BNF » (consulté le 15 juillet 2010).